# ヘルパ
ヘルパ(ドイツ語: Herpa)はドイツの模型メーカー。精巧な自動車模型と飛行機模型を供給する。
飛行機模型のヘルパウイングは1/500スケールで製造されているが1/400、1/200、1/1000スケールもある。ヘルパの自動車とトラックの製品は1/87スケールで製造されるが1/220と1/160スケールもある。近年では模型だけではなく、旧東ドイツの大衆車トラバントの現代版「トラバントnT」を作る計画を発表している。